# Białoruś na Zimowych Igrzyskach Olimpijskich 2018
Białoruś na Zimowych Igrzyskach Olimpijskich 2018 – występ kadry sportowców reprezentujących Białoruś na igrzyskach olimpijskich w Pjongczangu w 2018 roku.
W kadrze znalazło się 33 zawodników – 16 mężczyzn i 17 kobiet. Reprezentanci Białorusi wystąpili w 40 konkurencjach w sześciu dyscyplinach sportowych.
Funkcję chorążego reprezentacji Białorusi podczas ceremonii otwarcia igrzysk pełniła narciarka Ałła Cuper, a podczas ceremonii zamknięcia – biathlonistka Darja Domraczewa. Reprezentacja Białorusi weszła na stadion olimpijski jako 29. w kolejności, pomiędzy ekipami z Belgii i Bośni i Hercegowiny.
Reprezentanci Białorusi zdobyli w Pjongczangu trzy medale – dwa złote i jeden srebrny. Złoto w skokach akrobatycznych wywalczyła Hanna Huśkowa, złoto zdobyły również biathlonistki w sztafecie kobiet, a wicemistrzynią olimpijską w biathlonowym biegu masowym została Darja Domraczewa. Zdobyte medale dały Białorusi 15. miejsce w klasyfikacji medalowej igrzysk.
Był to 7. start reprezentacji Białorusi na zimowych igrzyskach olimpijskich i 13. start olimpijski, wliczając w to letnie występy.

## Statystyki według dyscyplin
| Lp.     | Dyscyplina            | Mężczyźni | Kobiety | Łącznie |
| ------- | --------------------- | --------- | ------- | ------- |
| 1       | Biathlon              | 5         | 5       | 10      |
| 2       | Biegi narciarskie     | 4         | 5       | 9       |
| 3       | Łyżwiarstwo szybkie   | 2         | 3       | 5       |
| 4       | Narciarstwo alpejskie | 1         | 1       | 2       |
| 5       | Narciarstwo dowolne   | 3         | 3       | 6       |
| 6       | Short track           | 1         | –       | 1       |
| Łącznie | Łącznie               | 16        | 17      | 33      |

## Zdobyte medale
| Medal  | Zawodnik                                                             | Dyscyplina          | Konkurencja               | Data      |
| ------ | -------------------------------------------------------------------- | ------------------- | ------------------------- | --------- |
| Złoto  | Hanna Huśkowa                                                        | Narciarstwo dowolne | Skoki akrobatyczne kobiet | 16 lutego |
| Złoto  | Nadzieja Skardzina Iryna Kryuko Dzinara Alimbiekawa Darja Domraczewa | Biathlon            | Sztafeta kobiet           | 22 lutego |
| Srebro | Darja Domraczewa                                                     | Biathlon            | Bieg masowy kobiet        | 17 lutego |

## Skład reprezentacji

### Biathlon
| Konkurencja                        | Zawodnik                                                                     | Wynik                                     | Wynik                | Miejsce         |
| Konkurencja                        | Zawodnik                                                                     | Czas                                      | Pudła                | Miejsce         |
| ---------------------------------- | ---------------------------------------------------------------------------- | ----------------------------------------- | -------------------- | --------------- |
| Sprint kobiet – 7,5 km             | Darja Domraczewa                                                             | 21:52,4                                   | 1+1                  | 9.              |
| Sprint kobiet – 7,5 km             | Iryna Kryuko                                                                 | 22:17,4                                   | 0+1                  | 17.             |
| Sprint kobiet – 7,5 km             | Nadzieja Pisarawa                                                            | 23:29,1                                   | 0+2                  | 52.             |
| Sprint kobiet – 7,5 km             | Nadzieja Skardzina                                                           | 23:07,8                                   | 2+1                  | 36.             |
| Bieg pościgowy kobiet – 10 km      | Darja Domraczewa                                                             | 34:26,8                                   | 0+1+1+4              | 37.             |
| Bieg pościgowy kobiet – 10 km      | Iryna Kryuko                                                                 | 32:54,0                                   | 1+0+0+1              | 17.             |
| Bieg pościgowy kobiet – 10 km      | Nadzieja Pisarawa                                                            | 35:10,3                                   | 2+0+0+1              | 44.             |
| Bieg pościgowy kobiet – 10 km      | Nadzieja Skardzina                                                           | 32:42,7                                   | 0+0+1+0              | 14.             |
| Bieg indywidualny kobiet – 15 km   | Dzinara Alimbiekawa                                                          | 47:04,0                                   | 1+1+1+1              | 56.             |
| Bieg indywidualny kobiet – 15 km   | Darja Domraczewa                                                             | 44:57,8                                   | 0+0+1+3              | 27.             |
| Bieg indywidualny kobiet – 15 km   | Iryna Kryuko                                                                 | 45:26,0                                   | 0+2+0+1              | 36.             |
| Bieg indywidualny kobiet – 15 km   | Nadzieja Skardzina                                                           | 43:40,2                                   | 0+0+0+1              | 10.             |
| Bieg masowy kobiet – 12,5 km       | Darja Domraczewa                                                             | 35:41,8                                   | 0+0+1+0              | 2.              |
| Bieg masowy kobiet – 12,5 km       | Iryna Kryuko                                                                 | 39:04,0                                   | 3+1+0+0              | 26.             |
| Bieg masowy kobiet – 12,5 km       | Nadzieja Skardzina                                                           | 36:10,9                                   | 0+0+0+0              | 7.              |
| Sztafeta kobiet – 4×6 km           | Nadzieja Skardzina Iryna Kryuko Dzinara Alimbiekawa Darja Domraczewa         | 17:35,2 18:08,2 18:52,4 17:27,6 1:12:03,4 | 0+2 0+1 0+3 0+9      | 10. 2. 8. 4. 1. |
| Sprint mężczyzn – 10 km            | Siarhiej Baczarnikau                                                         | 25:20,9                                   | 1+1                  | 42.             |
| Sprint mężczyzn – 10 km            | Uładzimir Czapielin                                                          | 25:04,8                                   | 1+1                  | 34.             |
| Sprint mężczyzn – 10 km            | Raman Jalotnau                                                               | 26:12,6                                   | 2+4                  | 71.             |
| Sprint mężczyzn – 10 km            | Anton Smolski                                                                | 25:05,9                                   | 1+0                  | 35.             |
| Bieg pościgowy mężczyzn – 12,5 km  | Siarhiej Baczarnikau                                                         | 37:15,6                                   | 1+3+0+2              | 37.             |
| Bieg pościgowy mężczyzn – 12,5 km  | Uładzimir Czapielin                                                          | 37:04,6                                   | 0+0+3+3              | 36.             |
| Bieg pościgowy mężczyzn – 12,5 km  | Anton Smolski                                                                | 36:44,1                                   | 1+1+1+0              | 33.             |
| Bieg indywidualny mężczyzn – 20 km | Siarhiej Baczarnikau                                                         | 50:25,3                                   | 0+0+0+1              | 18.             |
| Bieg indywidualny mężczyzn – 20 km | Uładzimir Czapielin                                                          | 51:27,9                                   | 1+0+1+1              | 30.             |
| Bieg indywidualny mężczyzn – 20 km | Raman Jalotnau                                                               | 52:57,6                                   | 1+2+1+1              | 52.             |
| Bieg indywidualny mężczyzn – 20 km | Maksim Warabiej                                                              | 52:01,3                                   | 0+2+0+1              | 39.             |
| Sztafeta mężczyzn – 4×7,5 km       | Anton Smolski Raman Jalotnau Siarhiej Baczarnikau Uładzimir Czapielin        | 18:51,4 19:55,8 21:02,4 20:16,4 1:20:06,0 | 0+1 1+4 2+4 0+3 3+12 | 6. 13. 6. 8.    |
| Sztafeta mieszana – 2×6 + 2×7,5 km | Nadzieja Skardzina Darja Domraczewa Siarhiej Baczarnikau Uładzimir Czapielin | 16:10,7 16:10,5 18:29,8 18:38,8 1:09:29,8 | 0+0 0+1 0+3          | 8. 3. 13. 8. 5. |

### Biegi narciarskie
| Konkurencja                                         | Zawodnik                            | Kwalifikacje | Kwalifikacje | Kwalifikacje | Ćwierćfinały | Ćwierćfinały | Ćwierćfinały | Półfinały | Półfinały | Półfinały | Finały    | Finały   | Finały  |
| Konkurencja                                         | Zawodnik                            | Czas         | Strata       | Miejsce      | Czas         | Strata       | Miejsce      | Czas      | Strata    | Miejsce   | Czas      | Strata   | Miejsce |
| --------------------------------------------------- | ----------------------------------- | ------------ | ------------ | ------------ | ------------ | ------------ | ------------ | --------- | --------- | --------- | --------- | -------- | ------- |
| Sprint indywidualny kobiet stylem klasycznym        | Walancina Kaminska                  | 3:32,80      | +24,06       | 47. nq       | NQ           | NQ           | NQ           | NQ        | NQ        | NQ        | NQ        | NQ       | 47.     |
| Sprint indywidualny kobiet stylem klasycznym        | Anastasija Kiryława                 | 3:28,98      | +20,24       | 40. nq       | NQ           | NQ           | NQ           | NQ        | NQ        | NQ        | NQ        | NQ       | 40.     |
| Sprint indywidualny kobiet stylem klasycznym        | Palina Sieranosawa                  | 3:29,44      | +20,70       | 41. nq       | NQ           | NQ           | NQ           | NQ        | NQ        | NQ        | NQ        | NQ       | 41.     |
| Sprint indywidualny kobiet stylem klasycznym        | Julija Tichanawa                    | 3:27,19      | +18,45       | 35. nq       | NQ           | NQ           | NQ           | NQ        | NQ        | NQ        | NQ        | NQ       | 35.     |
| Sprint drużynowy kobiet stylem dowolnym             | Palina Sieranosawa Julija Tichanawa | —            | —            | —            | —            | —            | —            | 17:33,63  | +1:00,35  | 8. nq     | NQ        | NQ       | 16.     |
| Bieg indywidualny kobiet na 10 km stylem dowolnym   | Walancina Kaminska                  | —            | —            | —            | —            | —            | —            | —         | —         | —         | 30:01,6   | +5:01,1  | 70.     |
| Bieg indywidualny kobiet na 10 km stylem dowolnym   | Palina Sieranosawa                  | —            | —            | —            | —            | —            | —            | —         | —         | —         | 28:22,8   | +3:22,3  | 48.     |
| Bieg indywidualny kobiet na 10 km stylem dowolnym   | Julija Tichanawa                    | —            | —            | —            | —            | —            | —            | —         | —         | —         | 28:07,0   | +3:06,5  | 40.     |
| Bieg łączony kobiet na 15 km                        | Palina Sieranosawa                  | —            | —            | —            | —            | —            | —            | —         | —         | —         | 45:34,9   | +4:50,0  | 46.     |
| Bieg łączony kobiet na 15 km                        | Julija Tichanawa                    | —            | —            | —            | —            | —            | —            | —         | —         | —         | 44:57,1   | +4:12,2  | 42.     |
| Bieg masowy kobiet na 30 km stylem klasycznym       | Walancina Kaminska                  | —            | —            | —            | —            | —            | —            | —         | —         | —         | 1:42:27,6 | +20:10,0 | 45.     |
| Bieg masowy kobiet na 30 km stylem klasycznym       | Palina Sieranosawa                  | —            | —            | —            | —            | —            | —            | —         | —         | —         | 1:39:36,0 | +17:18,4 | 40.     |
| Bieg masowy kobiet na 30 km stylem klasycznym       | Julija Tichanawa                    | —            | —            | —            | —            | —            | —            | —         | —         | —         | DNF       | DNF      | DNF     |
| Sztafeta kobiet 4×5 km                              | Anastasija Kiryława                 | —            | —            | —            | —            | —            | —            | —         | —         | —         | 15:46,7   | +6:31,8  | 14.     |
| Sztafeta kobiet 4×5 km                              | Julija Tichanawa                    | —            | —            | —            | —            | —            | —            | —         | —         | —         | 14:47,3   | +6:31,8  | 14.     |
| Sztafeta kobiet 4×5 km                              | Palina Sieranosawa                  | —            | —            | —            | —            | —            | —            | —         | —         | —         | 13:16,4   | +6:31,8  | 14.     |
| Sztafeta kobiet 4×5 km                              | Walancina Kaminska                  | —            | —            | —            | —            | —            | —            | —         | —         | —         | 14:05,7   | +6:31,8  | 14.     |
| Sztafeta kobiet 4×5 km                              | suma                                | —            | —            | —            | —            | —            | —            | —         | —         | —         | 57:56,1   | +6:31,8  | 14.     |
| Sprint indywidualny mężczyzn stylem klasycznym      | Alaksandr Woranau                   | 3:17,12      | +8,58        | 27. Q        | 3:14,95      | +6,50        | 5. nq        | NQ        | NQ        | NQ        | NQ        | NQ       | 24.     |
| Sprint drużynowy mężczyzn stylem dowolnym           | Juryj Astapienka Michaił Siamionau  | —            | —            | —            | —            | —            | —            | 16:32,31  | +33,47    | 7. nq     | NQ        | NQ       | 14.     |
| Bieg indywidualny mężczyzn na 15 km stylem dowolnym | Juryj Astapienka                    | —            | —            | —            | —            | —            | —            | —         | —         | —         | 37:04,0   | +3:20,1  | 55.     |
| Bieg indywidualny mężczyzn na 15 km stylem dowolnym | Michaił Siamionau                   | —            | —            | —            | —            | —            | —            | —         | —         | —         | 36:25,8   | +2:41,9  | 40.     |
| Bieg indywidualny mężczyzn na 15 km stylem dowolnym | Alaksandr Woranau                   | —            | —            | —            | —            | —            | —            | —         | —         | —         | 38:05,5   | +4:21,6  | 73.     |
| Bieg łączony mężczyzn na 30 km                      | Juryj Astapienka                    | —            | —            | —            | —            | —            | —            | —         | —         | —         | 1:23:12,5 | +6:52,5  | 50.     |
| Bieg łączony mężczyzn na 30 km                      | Siarhiej Dalidowicz                 | —            | —            | —            | —            | —            | —            | —         | —         | —         | DNF       | DNF      | DNF     |
| Bieg łączony mężczyzn na 30 km                      | Michaił Siamionau                   | —            | —            | —            | —            | —            | —            | —         | —         | —         | 1:21:12,0 | +4:52,0  | 44.     |
| Bieg masowy mężczyzn na 50 km stylem klasycznym     | Michaił Siamionau                   | —            | —            | —            | —            | —            | —            | —         | —         | —         | 2:22:51,2 | +14:29,1 | 44.     |

### Łyżwiarstwo szybkie
| Konkurencja             | Zawodnik            | Półfinał | Półfinał | Półfinał | Finał  | Finał    | Finał   |
| Konkurencja             | Zawodnik            | Punkty   | Czas     | Miejsce  | Punkty | Czas     | Miejsce |
| ----------------------- | ------------------- | -------- | -------- | -------- | ------ | -------- | ------- |
| Bieg na 500 m kobiet    | Ksienija Sadouskaja | N/A      | N/A      | N/A      | N/A    | 39,64    | 30.     |
| Bieg na 1500 m kobiet   | Maryna Zujewa       | N/A      | N/A      | N/A      | N/A    | DSQ      | DSQ     |
| Bieg na 3000 m kobiet   | Maryna Zujewa       | N/A      | N/A      | N/A      | N/A    | 4:05,96  | 11.     |
| Bieg na 5000 m kobiet   | Maryna Zujewa       | N/A      | N/A      | N/A      | N/A    | 7:04,41  | 7.      |
| Bieg masowy kobiet      | Tacciana Michajława | 0        | 8:33,93  | 11. nq   | NQ     | NQ       | NQ      |
| Bieg masowy kobiet      | Maryna Zujewa       | 0        | 8:54,38  | 8. Q     | 3      | 8:41,73  | 6.      |
| Bieg na 500 m mężczyzn  | Ihnat Hołowaciuk    | N/A      | N/A      | N/A      | N/A    | 35,23    | 22.     |
| Bieg na 1000 m mężczyzn | Ihnat Hołowaciuk    | N/A      | N/A      | N/A      | N/A    | 1:10,141 | 28.     |
| Bieg masowy mężczyzn    | Wital Michajłau     | 20       | 7:55,25  | 3. Q     | 1      | 7:53,38  | 7.      |

### Narciarstwo alpejskie
| Konkurencja              | Zawodnik          | Przejazd 1 | Przejazd 1 | Przejazd 2 | Przejazd 2 | Czas łączny | Miejsce |
| Konkurencja              | Zawodnik          | Czas       | Miejsce    | Czas       | Miejsce    | Czas łączny | Miejsce |
| ------------------------ | ----------------- | ---------- | ---------- | ---------- | ---------- | ----------- | ------- |
| Slalom kobiet            | Maryja Szkanawa   | 52,50      | 30.        | 51,71      | 27.        | 1:44,21     | 28.     |
| Slalom gigant kobiet     | Maryja Szkanawa   | 1:18,17    | 45.        | 1:14,16    | 35.        | 2:32,33     | 38.     |
| Supergigant kobiet       | Maryja Szkanawa   | —          | —          | —          | —          | DNS         | DNS     |
| Zjazd mężczyzn           | Juryj Daniłaczkin | —          | —          | —          | —          | 1:45,86     | 44.     |
| Slalom mężczyzn          | Juryj Daniłaczkin | 55,42      | 41.        | 56,73      | 32.        | 1:52,15     | 33.     |
| Slalom gigant mężczyzn   | Juryj Daniłaczkin | 1:19,45    | 64.        | 1:17,44    | 53.        | 2:36,89     | 54.     |
| Supergigant mężczyzn     | Juryj Daniłaczkin | —          | —          | —          | —          | 1:30,13     | 42.     |
| Superkombinacja mężczyzn | Juryj Daniłaczkin | 1:22,78    | 48.        | 55,94      | 35.        | 2:18,72     | 34.     |

### Narciarstwo dowolne
| Konkurencja                 | Zawodnik                | Kwalifikacje | Kwalifikacje | Kwalifikacje | Finał  | Finał  | Finał | Miejsce |
| Konkurencja                 | Zawodnik                | P1           | P2           | M            | P1     | P2     | P3    | Miejsce |
| --------------------------- | ----------------------- | ------------ | ------------ | ------------ | ------ | ------ | ----- | ------- |
| Skoki akrobatyczne kobiet   | Ałła Cuper              | 77,90        | 99,37        | 1. Q         | 90,82  | 84,00  | 59,94 | 4.      |
| Skoki akrobatyczne kobiet   | Hanna Huśkowa           | 100,45       | BYE          | 2. Q         | 94,15  | 85,05  | 96,14 | 1.      |
| Skoki akrobatyczne kobiet   | Alaksandra Ramanouskaja | 38,85        | 83,65        | 7. nq        | NQ     | NQ     | NQ    | 14.     |
| Skoki akrobatyczne mężczyzn | Stanisłau Hładczenko    | 126,11       | BYE          | 4. Q         | 123,01 | 126,70 | 92,61 | 6.      |
| Skoki akrobatyczne mężczyzn | Maksim Huscik           | 92,92        | 89,14        | 14. nq       | NQ     | NQ     | NQ    | 22.     |
| Skoki akrobatyczne mężczyzn | Anton Kusznir           | 120,80       | 121,27       | 6. nq        | NQ     | NQ     | NQ    | 13.     |

### Short track
| Konkurencja             | Zawodnik          | Kwalifikacje | Kwalifikacje | Półfinał | Półfinał | Finał | Finał   | Miejsce |
| Konkurencja             | Zawodnik          | Czas         | Pozycja      | Czas     | Pozycja  | Czas  | Pozycja | Miejsce |
| ----------------------- | ----------------- | ------------ | ------------ | -------- | -------- | ----- | ------- | ------- |
| Bieg na 1500 m mężczyzn | Maksim Siarhiejeu | 2:15,242     | 5. nq        | NQ       | NQ       | NQ    | NQ      | 28.     |